# La Loi du printemps
Pour plus de détails, voir Fiche technique et Distribution.
La Loi du printemps est une comédie sentimentale 
française réalisée par Jacques Daniel-Norman en 1942.

## Synopsis
Les enfants nés d'un premier lit d'un veuf et d'une veuve qui se sont remariés ne s'entendent pas. De fréquentes querelles éclatent dans le ménage qui enfin, retrouve le calme grâce à la présence d'une nouvelle petite fille.

## Fiche technique
- Titre : La Loi du printemps
- Réalisateur : Jacques Daniel-Norman, assisté de Raoul André
- Scénariste : Alfred Machard adapté d'après la pièce de théâtre Les Petits de Lucien Népoty (1878-1945), créée le 23 janvier 1912 au théâtre Antoine, à Paris.
- Dialogues : Jacques Daniel-Norman
- Producteur : Camille Trachimel
- Musique : Vincent Scotto
- Photographie : Christian Matras
- Montage : Mireille Bessette
- Décors : Roland Quignon
- Société de production : Les Films Camille Trachimel
- Format :  Noir et blanc - 1,37:1 - 35 mm - Son mono
- Pays de production :  France
- Genre : Comédie
- Durée : 100 minutes
- Date de sortie :	
  - France : 20 mai 1942

## Distribution
- Pierre Renoir : Frédéric Villaret
- Alice Field : Hélène
- Georges Rollin : Richard Burdan
- Huguette Duflos : Jeanne Villaret
- Gilbert Gil : Hubert Villaret
- Georges Bever
- Maï Bill : Fannine Villaret
- Louis Blanche : Le président
- Marguerite de Morlaye : Une invitée
- Jacques Derives : Un invité
- Marguerite Deval : Tante Léonie
- Monique Dubois : Jeannette
- Pierre Ferval : Un invité
- Violette France : Lucienne Desfargeaux
- Yves Furet : Georges Burdan
- René Génin : Firmin
- Jean-Jacques : Le petit garçon d'Hélène
- Bernard La Jarrige
- Colette Laurent : Antoinette
- Julien Maffre : Canard
- Philippe Richard : Louis
- Louis Seigner : Le docteur

## Commentaire
Ce film inspira une version américaine, Les tiens, les miens, le nôtre (Yours, Mine and Ours), de Melville Shavelson en 1968.